# تایانا
تتیانا میخائیلیونا رشتنیاک (اوکراینی: Тетяна Михайлівна Решетняк؛ زادهٔ ۲۹ سپتامبر ۱۹۸۴) که بیشتر با نام هنری‌اش تایانا شناخته می‌شود، یک خواننده، بازیگر و آهنگساز اوکراینی است.

## ترانه‌شناسی

### آلبوم‌های استودیویی
- ۹ песен из жизни («۹ ترانه زندگی») (۲۰۱۶)
- Тримай мене («مرا بگیر») (۲۰۱۷)

### آلبوم‌های چندآهنگه
- Портреты («نقاشی‌ها») (۲۰۱۶)

### تک‌آهنگ‌ها
- "Я или она" («من یا او») با لاویکا (۲۰۱۴)
- "Только Ты" («فقط تو») (۲۰۱۴)
- "Самолёты" («هواپیماها») (۲۰۱۴)
- "Обними" («آغوش») (۲۰۱۴)
- "Любви больше нет" («دیگر عشقی وجود ندارد») (۲۰۱۴)
- "Знаю и верю" («می‌دانم و باور دارم») (۲۰۱۴)
- "Забудь" («فراموش کن») (۲۰۱۴)
- "Если ты ждёшь" («اگر منتظری») (۲۰۱۴)
- "Дышим" («نفس بکش») (۲۰۱۴)
- "Pretty Lie" («دروغ زیبا») با لاویکا (۲۰۱۴)
- "I Am the One" («من همانم») (۲۰۱۴)
- "Да!" («بله») (۲۰۱۴)
- "۹ жизней" («9 زندگی») (۲۰۱۵)
- "Осень" («پاییز») (۲۰۱۶)
- "I Love You" («دوستت دارم») (۲۰۱۷)
- "Шкода" («شرم‌آور است») (۲۰۱۷)
- "Квітка" («گل») (۲۰۱۷)
- "Леля" («للیا») (۲۰۱۸)
- "Фантастична жiнка" («زن شگفت‌انگیز») (۲۰۱۸)
- "Очі" («چشم‌ها») (۲۰۱۹)
- "Як плакала вона" («جوری که او گریست») (۲۰۱۹)
- "Мурашки" («وحشت‌زده») (۲۰۱۹)